# Prades-d’Aubrac
Prades-d’Aubrac – miejscowość i gmina we Francji, w regionie Oksytania, w departamencie Aveyron. W 2013 roku jej populacja wynosiła 433 mieszkańców. Przez teren gminy przepływają rzeka Lot oraz potok Boralde de Saint-Chély-d’Aubrac. 